# Ya Rayah
Ya Rayah (in arabo يا رايح‎?) è un singolo del 1973 di Dahmane El Harrachi. Considerata una delle canzoni più rappresentative della musica chaabi, ne sono state tratte varie reinterpretazioni, la più degna di nota delle quali è stata quella del 1997 di Rachid Taha.